# 종백봉
종백 봉(宗伯鳳, ? ~ ?)은 전한 말기 ~ 신나라의 관료로, 자는 군방(君房)이다.

## 행적
전한 건평 3년(기원전 4년), 동평왕이 애제를 저주한 혐의로 체포되었다. 정위 양상은 승상장사·어사중승과 함께 사건을 조사하였는데, 봄까지 20일밖에 남지 않아 시간이 매우 촉박하였다. 양상은 동평왕이 누명을 쓴 것이고, 감옥에서의 자백은 거짓이 아닐까 생각하여 장안에서 대신들이 함께 조사할 것을 건의하였다. 상서복야(尙書僕射) 종백봉은 상서령(尙書令) 국담(鞫譚)과 함께 이에 동의하였다. 그러나 애제는 양상 등이 자신이 병든 것을 알고는 늑장을 부려 사태를 관망하고, 동평왕으로 하여금 겨울을 넘기게 하려는 것이라고 여기고는 모두 파면시켜 서인(庶人)으로 만들었다.
원시 원년(1년), 예법에 밝아 왕망에 의해 소부에 임명되었다. 이는 기록으로 전해지는 전한의 마지막 소부이다.
신 시건국 3년(11년), 옛 소부 종백봉은 부승(傅丞)에 임명되어 마궁·원성(袁聖)·왕가(王嘉)와 함께 태자의 스승이 되었다.

## 출전
- 반고, 《한서》
  - 권19하 백관공경표 下
  - 권86 하무왕가사단전
  - 권99중 왕망전 中